# Савицький (Мальованське л-во)
Савицький — гідрологічний заказник на території Шепетівського лісгоспу (Мальованське лісництво, кв. 65, 66, 67, 81). Була оголошена рішенням Хмельницького Облвиконкому № 66-р від 28.08.1994 року.

## Опис
Площа — 56,3 га.
Охороняється мезотрофне болото на місці колишніх торфорозробок. В рослинному покриві переважають очеретяно-сфагнові угруповання. Трапляються рдесник вузлуватий, вовче тіло болотне, осока пухнастоплода, осока чорна, щитник гребенястий, вербозілля звичайне та рідкісна росичка круглолиста. 
Навколо болота зростають вологі соснові ліси - чорницеві та молінієві. Тут виявлено рідкісні види: плаун річний, занесений до Червоної книги України та регіонально рідкісна зміячка низька.

## Скасування
Рішенням Хмельницького Облвиконкому № 21 від 11.05.1999 року пам'ятка була скасована.
Скасування статусу відбулось по причині включення до складу регіонального ландшафтного парку «Мальованка»